# Biskopsmössa (svamp)
Biskopsmössa eller brun hattmurkla (Gyromitra infula) är en svampart. Den beskrevs först av Jakob Christan Schaeffer och fick sitt nu gällande namn av Lucien Quélet 1886. Biskopsmössa ingår i släktet stenmurklor och familjen Discinaceae. Artens status i Sverige är "reproducerande". Inga underarter finns listade.
Biskopsmössan, som är vanlig i hela Sverige, betraktades fram till slutet av 1970-talet som en god matsvamp utan avkokning. Numera avråds dock från förtäring av den, då alla arter i släktet Gyromitra antas innehålla större eller mindre mängder gyromitrin. Därtill förväxlas den lätt med lömsk biskopsmössa (se nedan). Biskopsmössorna anses därtill av många som smaklösa.

## Förväxlingsrisk
Biskopsmössan förväxlas lätt med den giftigare svampen lömsk biskopsmössa (Gyromitra ambigua, även kallad giftig hattmurkla, storsporig biskopsmössa). Lömsk biskopsmössa innehåller giftet gyromitrin, som man nu vet även vid låga doser kan ha cancerogena egenskaper på lång sikt, och inte heller förtäring efter avkok är därför att rekommendera.[källa behövs] Gyromitrin är ett mycket starkt gift, och att andas in ångor från svampen då den förvaras i bilen eller under torkning, räcker för förgiftningssymptom.
Lömsk biskopsmössa har dock en något skrynkligare och mörkare hatt och dess fot är något mera lilafärgad än biskopsmössans fot. Dessutom växer lömsk biskopsmössa ofta direkt på marken, medan biskopsmössan ofta växer på nedbrutna stubbar och stockar.